# Ken Howell
Kenneth Michael Howell (ur. 20 lutego 1958 w Brisbane) – australijski duchowny katolicki, w latach 2017–2023 biskup pomocniczy Brisbane, biskup Toowoomby od 2023.

## Życiorys
Święcenia kapłańskie przyjął 24 czerwca 1983 i został inkardynowany do archidiecezji Brisbane. Pracował głównie jako duszpasterz parafialny, był także m.in. sekretarzem arcybiskupim, wicerektorem prowincjalnego seminarium oraz przełożonym domu księży emerytów. 
28 marca 2017 papież Franciszek mianował go biskupem pomocniczym archidiecezji Brisbane oraz biskupem tytularnym Thamugadi. Sakry udzielił mu 14 czerwca 2017 arcybiskup Mark Coleridge.
24 maja 2023 papież mianował go biskupem diecezji Toowoomby. 11 lipca 2023 odbył ingres do tamtejszej katedry.